# Medalla de Patiments per la Pàtria
La Medalla de Patiments per la Pàtria va ser una condecoració espanyola creada per recompensar als membres de l'Exèrcit Espanyol i d'altres Nacions aliades, en haver estat ferits en combat.

## Història
Va ser creada per Ferran VII el 6 de novembre de 1814 per als militars que, sent presoners a França, van ser maltractats per la seva lleialtat al rei i van sofrir la vergonya de ser portats amb una cadena al coll. Tots els canvis de disseny posteriors es realitzen només sobre la cinta o sobre accessoris que es col·loquen sobre la cinta, com, per exemple, aspes negres per als morts en combat.
Per Reial Ordre de 26 de juny de 1815, s'atorga també a paisans, i per llei de 29 de juny de 1918, s'amplia a ferits, contusos i presoners. Pel reial decret de 10 de març de 1920, la medalla per lesions sempre serà pensionada, i es canvia el disseny. Pel reial decret de 14 d'abril de 1926, es canvia el disseny i per reial ordre circular de 2 d'agost de 1927, a les famílies dels morts en combat se'ls dona una versió amb un aspa negra sobre la cinta.
Pel decret de 15 de març de 1940, es canvia el disseny i s'afegeix la presó o assassinat en la "zona roja". Per Decret d'11 de març de 1941 (DO. Núm. 59), es modifiquen les classes i es canvia el disseny. Pel decret 2422/1975, de 23 d'agost, s'afegeixen categories i es canvia el disseny.
Va ser derogada el 19 de juliol de 1989, per llei 17/1989i en 2003 es va derogar el decret de 1975 per Reial decret 1040/2003. De seguir vigent seria una de les medalles més antigues del món.

### Descripció
La medalla és d'or i esmalts.
A l'anvers llorers, una cadena i un castell, símbol de fortalesa, amb la inscripció Patiment per la Pàtria; el revers llis.

## Classes
- Ferit pel foc enemic: Cinta groga amb llistes verdes i aspa vermella; la repetició de la condecoració suposa afegir una nova aspa.
- Ferit per qualsevol altra causa: Cinta groga.
- Familiars de morts en campanya: Cinta negra.
- Presoners de guerra: Cinta taronja. Est va ser el motiu de creació de la medalla en 1814.
- Presoners en zona roja: Cinta blava.
- Estrangers: Iguals colors que els anteriors, però amb els colors nacionals sobre el seu centre.

Pel Reglament de 23 d'agost de 1975 (DO. Núm. 251) es modifica la distribució anterior en els sentits següents:
Ferits en temps de pau: Cinta verda, de nova creació.
Presoners en zona roja: Queda obsoleta.
Estrangers: No es distingirà dels nacionals.
| Insígnies i passadors - Reglament de 1975 (Decret 2422/1975)                          |                                                                                             |                                                                       |                                                        |                                                                      |
|                                                                                       |                                                                                             |                                                                       |                                                        |                                                                      |
| Medalla de Patiments per la Pàtria Ferits o Lesionats per l'enemic en tempe de guerra | Medalla de Patiments per la Pàtria Ferits o Lesionats en temps de guerra en altres supòsits | Medalla de Patiments per la Pàtria Ferits o Lesionats en temps de pau | Medalla de Patiments per la Pàtria Presoners de guerra | Medalla de Patiments per la Pàtria Familiars de morts o desapareguts |